# Eclissi solare del 15 febbraio 2018
L'eclissi solare del 15 febbraio 2018 è stato un evento astronomico che ha avuto luogo il suddetto giorno attorno alle ore 20.52 UTC .